# FilmBox Extra (stacja telewizyjna)
FilmBox Extra HD – kanał telewizyjny o profilu filmowym, emitujący program w rozdzielczości HDTV. Stacja emituje filmy kinowe i seriale z ostatnich lat. Kanał nadaje 24 godziny na dobę. Wszystkie audycje nadawane są w polskiej wersji językowej (z lektorem lub dubbingiem). Trzeci raz nazwa została zmieniona dnia 12 września 2017. Od tego momentu nadaje jako FilmBox Extra i przeszła na emisję programów w SDTV. 7 stycznia 2019 w wyniku zmiany parametrów nadawania kanału FilmBox Premium FilmBox Extra ponownie przeszedł na nadawanie w HD.  
W latach 2008–2015 pod marką FilmBox Extra (w jakości SDTV) nadawał drugi z kanałów w portfolio nadawcy (obecnie pod nazwą FilmBox Premium).
Dystrybucją na terenie Polski zajmuje się SPI International Polska. Kanał dostępny jest na satelitarnych platformach cyfrowych: Platforma Canal+, Polsat Box, Orange TV oraz w sieciach telewizji kablowych i IPTV.